# 文安镇
文安镇，是中华人民共和国河北省廊坊市文安县下辖的一个乡镇级行政单位。

## 行政区划
文安镇下辖以下地区：
新开路社区、俱乐部街社区、戏楼街社区、西环路社区、东关村、一村、二村、三村、四村、南关村、西关村、房庄村、前孙章村、后孙章村、徐郭村、袁郭村、赵村、相公庄村、麻各庄村、西光洲村、北光洲村、东光洲村、泗各庄村、大叩皂村、边王赵村、留郡村、元里村、大庄子村、张庄村、阜安村、吉村、文庄村、曲店村、贺曲堤村、王曲堤村、韩磨村、赵磨村、刘磨村、姚磨村、董胜庄村、前孟市村、后孟市村、小赵村、大赵村、马武营村、吕公务村、董各庄村、陈家务村、孟家务村、马庄村、小叩皂村、丰各庄村、大京头村和小京头村。

## 交通
- 京九铁路：文安站